# ريكي
هذه المقال عن لاعب كرة القدم ريكي، إن أردت المقال المتعلق بالعلاج بالطاقة انظر ريكي (علاج الطاقة)
ريكي (بالإسبانية: Iván Sánchez-Rico Soto)‏ (مواليد 11 أغسطس 1980 في آرنخويث - إسبانيا) لاعب كرة قدم إسباني يلعب حاليا لصالح نادي الدرجة الأولى ديبورتيفو لاكورونيا الإسباني منذ 2006 في مركز المهاجم كما يجيد اللعب في مركز الوسط المهاجم والجناح الأيسر .

## روابط خارجية
- ريكي على موقع قاعدة بيانات كرة القدم.إي يو (الإنجليزية)
- ريكي على موقع Soccerway.com (الإنجليزية)
- ريكي على موقع عالم كرة القدم.نت (الإنجليزية)
- ريكي على موقع AS.com (الإسبانية)